# 血印石
血印石，又名劏螺石，是一塊位於今廣東省佛山市佛山祖廟內的黑青色石頭，上邊有點點暗紅色的印痕。

## 背景
該石記載了佛山的一段千古奇冤，話說某一婦人因不願賣地於惡霸而被誣告其兒子偷吃了鵝肉，而其兒子實際上是吃了螺，但因其說話結巴的關係，而被人誣陷將“我”說成“鵝”（粵語中“我”“鵝”音同），其母多番求助求告無門後，竟於北帝廟（即今佛山祖廟）內剖開兒子肚腹以證其無辜。而石上的血印則是該名兒子的血所留下。
由於事件年代久遠，故事件中的主角等名字經已失傳，唯獨故事大概卻是口耳相傳地流傳了下來。事件雖然正史無載，但在佛山當地卻是家喻戶曉，當地呼該石頭為名劏螺石。

## 文藝作品
- 著名作家金庸曾經為小說娛樂見，將該段真人真事改編並引入其小說《飛狐外傳》。
- 在綫遊戲《劍俠情緣三》將之改在了洛陽。
- 而TVB劇集《宦海奇官》也把之引入。
- 電影《讓子彈飛》也用了類似情節